# 在聖馬利諾的人工流產
在圣马力诺，婦女怀孕前12周内以任何原因進行人工流產都是合法的。如果妊娠對婦女的生命構成風險，或如果胎儿具有異常且其存在对妇女的健康構成威脅，或者如果怀孕是强奸乱伦造成的，那么在胎兒發育到可在子宮外獨立生存之前的人工流產也是合法的。如果胎兒發育到可在子宮外獨立生存之後妇女的生命面临风险，也可以通过尝试活产来中断妊娠。 

## 历史
2022年之前，聖馬利诺《刑法》第153条和第154条对任何促成人工流產的妇女、任何帮助她的人和任何实施堕胎的人处以监禁。儘管法律上没有明确规定任何例外情况，但为挽救妇女生命而进行的人工流產通常是法律必要性原则所事實上允许的。 
1974年修订聖馬利諾刑法时曾提出放宽人工流產法律的提案，但政府无限期推迟该提案以允许进一步辩论。 1978年邻国意大利将人工流產合法化后，圣马力诺妇女可以跨境以進行人工流產。 
2021年9月26日，一允许婦女在怀孕第 12 周之前自愿终止妊娠，并且此后如果对妇女的生命或健康构成风险，或者是由强姦或亂倫造成的妊娠也允許終止妊娠之提案公投以77.3%同意率通過。 公投并没有立即使人工流產合法化，而是要求议会对相關法律进行相关修改。  2022年8月31日，议会以 32 票赞成、7票反对、10票弃权通过了修正法律。 该修正法律于2022年9月7日在政府公报上发布，并于2022年9月12日生效。